# Stadio (unità di misura)
Lo stadio era, nell'antica Grecia, un'unità di misura di lunghezza pari a seicento piedi, tradizionalmente stabilita da Ercole quando misurò lo Stadio di Pisa.

## Descrizione
Lo stadio, avendo come unità di misura il piede, aveva dimensioni diverse da luogo a luogo, circostanza già nota agli stessi greci (100 arguiai, oppure 6 plethra = 100 piedi greci e 104 piedi romani = 30 metri): circa 177 metri nel sistema metrico, che secondo Lehmann-Haupt è però una media molto variabile tra i valori di 150 e 300 metri, entrambi attestati, la media cambiava molto  con la polis.
Lo stadio dell'Antica Olimpia, costruito al più tardi intorno al VI secolo, ha un valore di 192,27 metri, ed era il più usato e attribuito al Partenone sulla base di 100 piedi.
Nel sistema Alessandrino sono attestati diversi valori in base al periodo, tra i 155 e i 185 metri.
Nell'antica Roma lo stadio misurava 625 piedi, pari a 185 metri, ed equivalente ad 1/8 del miglio romano  (Pline, HN, II, 247, Strabon, VII, 7, 4), cioè 185 metri, e ad 1/10 del moderno miglio marino.
Al tempo della dominazione romana, è possibile il riferimento all'unità di misura dell'impero, come nel greco dei Vangeli (Luca, 80-90 d.C.).
All'epoca dello storico greco Polibio (metà del II secolo d.C.) lo stadio greco adottava l'unità di misura attica pari a 177,6 metri, mentre quello romano era di 185 metri, 1/8 del miglio romano.
Infine, lo stadio egiziano nel III secolo a.C. aveva valore pari a 157,5 metri, a sua volta diviso in 300 cubiti.